# Heilig-Kreuz-Kapelle (Blieskastel)

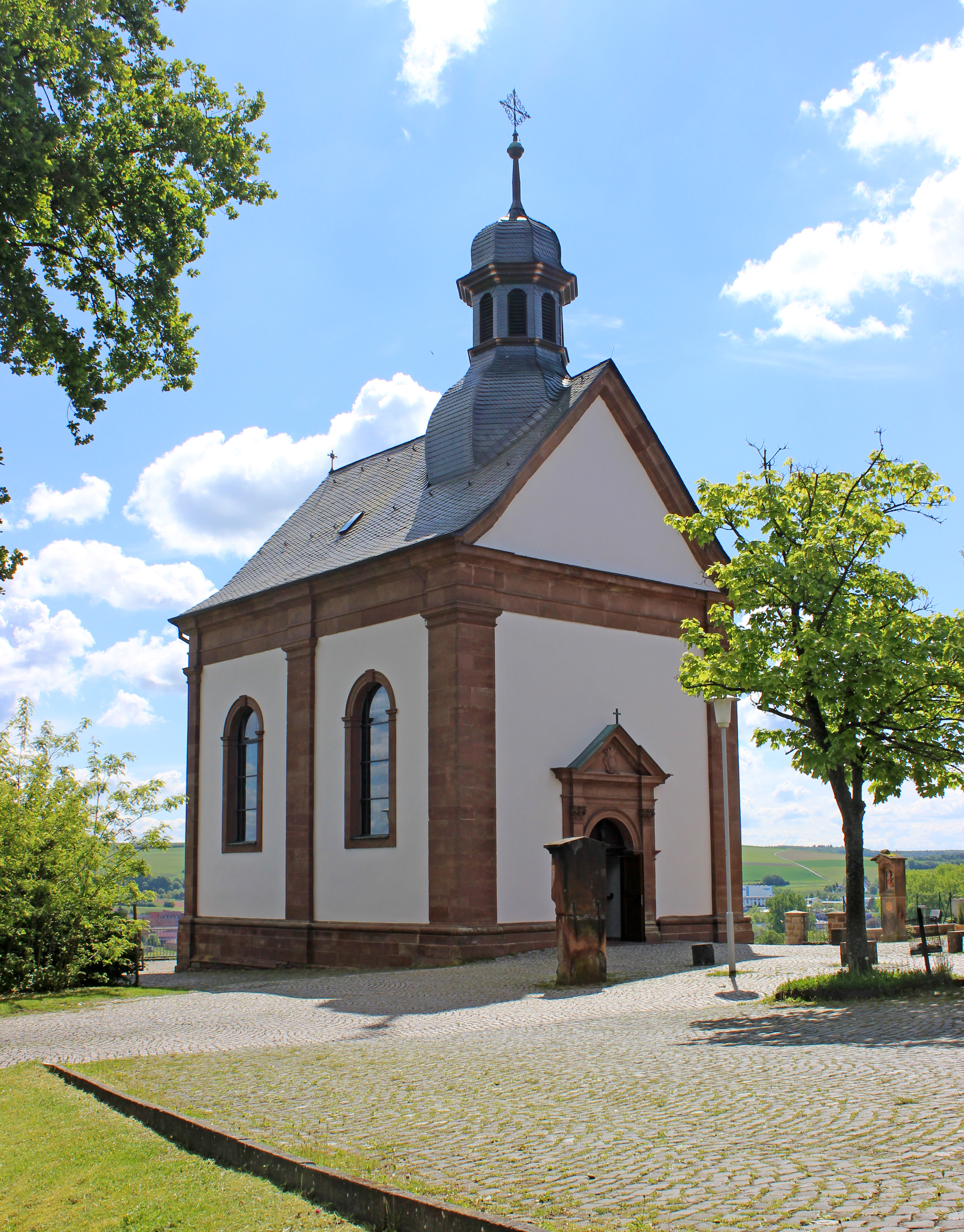
Heilig-Kreuz-Kapelle, Blickrichtung zur Stadt hin

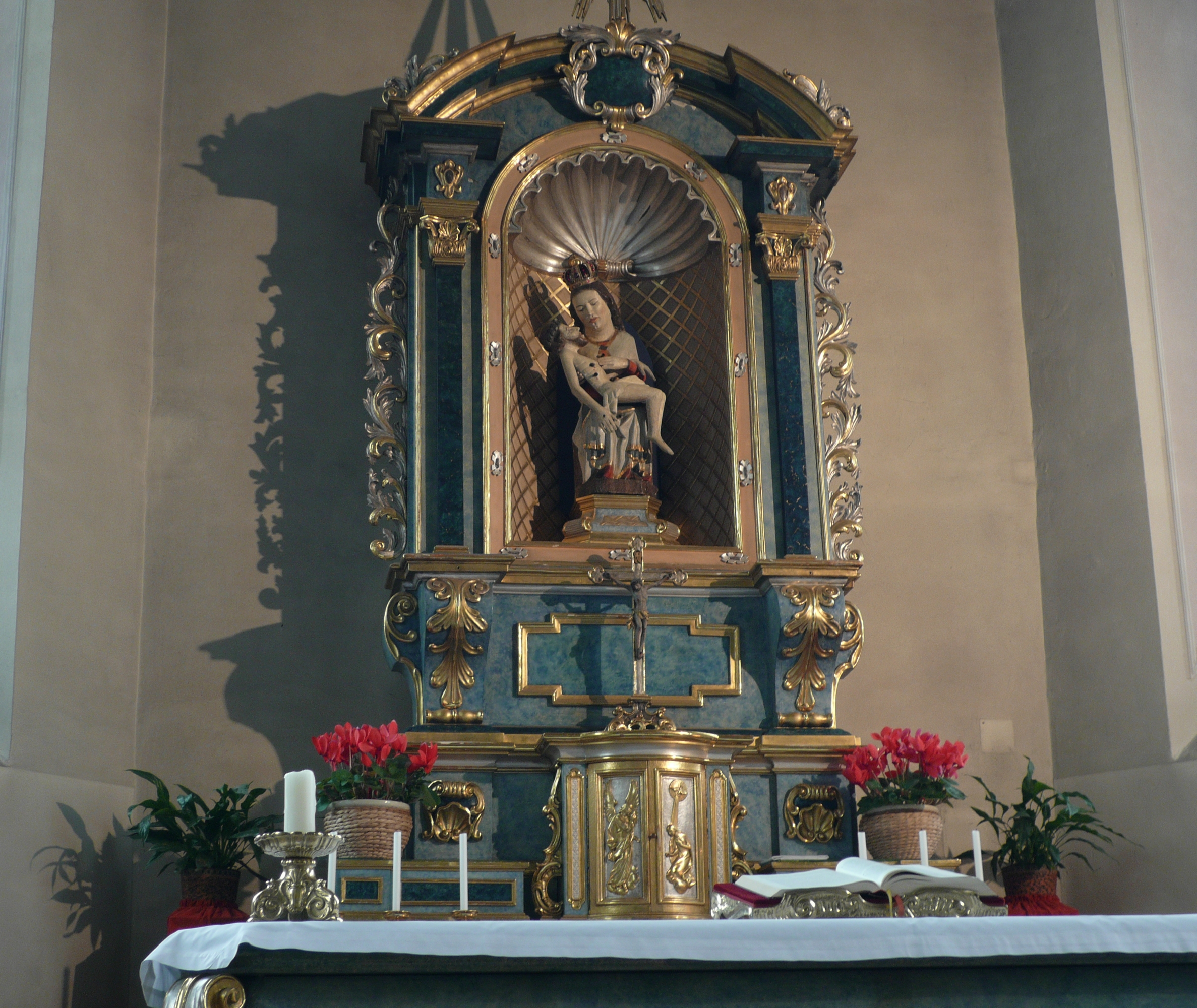
Gnadenbild „Unsere Liebe Frau mit den Pfeilen“

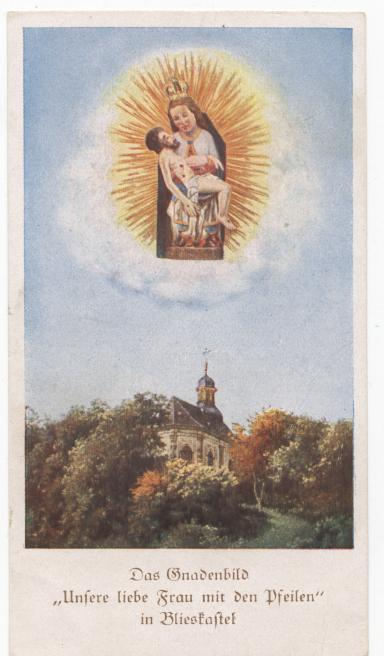
Wallfahrtsandenken von 1920, mit Darstellung der Pfeilemadonna und der Kapelle von der Chorseite

Die Heilig-Kreuz-Kapelle oder auch Gnadenkapelle liegt am Han („Hain“) oberhalb von Blieskastel im Saarland. Der Wallfahrtsort gehört zum 1929 erbauten Kloster Blieskastel (Minoritenkloster) und wird jährlich von etwa 80.000 Pilgern besucht. Ursprünglich diente er als Verehrungsort für eine Kreuzreliquie, steht aber heute in engem Kontext zu der aus dem 14. Jahrhundert stammenden Pietà „Unsere Liebe Frau mit den Pfeilen“. In der Denkmalliste des Saarlandes ist die Kapelle als Einzeldenkmal im Ensemble Klosteranlage „Auf dem Han“ aufgeführt.

## Geschichte
Die Kapelle, die einen kleineren Vorgängerbau ersetzte, wurde vermutlich in den Jahren 1682 bis 1683 nach Plänen des Baumeisters Thomas Gampfer bzw. Camper errichtet. Die Bauaufsicht oblag Amtmann Johann Simon Rosinus.
Die Bauherren waren die Freiherren Carl Caspar und Damian Adolph von der Leyen, die wenige Jahre zuvor ihre Residenz von Blieskastel nach Koblenz verlagert hatten. Laut Widmungsinschrift sollte das Kirchlein „Zur vermehrten Einpflanzung christlich-katholischer Andacht der Untertanen“ dienen. Die Kapelle besaß eine Kreuzreliquie, zu der Wallfahrten stattfanden und die auch Namensgeber der Kapelle ist. Lange bevor die ursprünglich aus dem Kloster Gräfinthal stammende „Pfeilemadonna“ hierher kam, war die Hl.-Kreuz-Kapelle schon eine regional bedeutsame Wallfahrtsstätte. Der Priester und königliche Visitator Carl Desiderius de Royer, Reorganisator des katholischen Lebens im Herzogtum Pfalz-Zweibrücken, publizierte 1692 ein Büchlein zu dieser Kreuz-Wallfahrt.
Im Zuge der Französischen Revolution wurde das Gotteshaus 1793 profaniert, die Wallfahrt kam zum Erliegen. Den neuen Eigentümern diente es zeitweise als Wachlokal und Pulvermagazin. 1804 wurde die Kapelle wieder geweiht, und Gottesdienste wurden wieder regelmäßig gehalten. 1829 kam das berühmte Gnadenbild „Unsere Liebe Frau mit den Pfeilen“ hierher, das aber in Vergessenheit geriet.
Im Jahr 1913 wurde die Wallfahrt wiederbelebt, die sich nun jedoch auf die wiederentdeckte und neu restaurierte Pfeilenmadonna bezog. Seitdem zählt das Kirchlein zu den bekanntesten Wallfahrtsstätten des zuständigen Bistums Speyer.
1958 erfolgte eine erste Restaurierung, in deren Zuge das Kreuzrippengewölbe gefunden wurde, das in den Jahren 1965–66 freigelegt und in seinen Originalfarben gestrichen wurde. In den Jahren 2008–09 erfolgte die Restaurierung des Daches, weitere Baumaßnahmen waren dringend geboten.
Die bis 2005 hier wirkenden Kapuziner wurden von den Franziskaner-Minoriten abgelöst, die nach Gründung einer Klosterstiftung Mieter im Klosterkomplex sind. Um die Erhaltung des Gebäudezustandes kümmert sich der im Dezember 2007 gegründete Katholische Kreuzkapellenverein, der als gemeinnützig anerkannt ist.
Am 16. Mai 2013 begann die Innenrenovierung der Kapelle. Die feierliche Wiederindienststellung der Kapelle, die durch den Speyrer Weihbischof Otto Georgens vorgenommen wurde, erfolgte am 1. Dezember 2013.

## Orgel
In einer Ecke neben dem Eingang steht die Orgel der Kapelle, die 1972 durch die Orgelbaufirma Hugo Mayer (Heusweiler) gebaut wurde. Das Instrument hat 5 Register. Die Windladen sind mechanische Schleifladen. Sie besitzt einen freistehenden Spieltisch.
| I Manual C–g3 |            |    |
| 1.            | Gedackt    | 8′ |
| 2.            | Rohrflöte  | 4′ |
| 3.            | Principal  | 2′ |
| 4.            | Scharff II | 1′ |

| Pedal C–f1 |        |     |
| 5.         | Subbaß | 16′ |

- Koppeln: I/P